# Tripseuxoa carneata
Tripseuxoa carneata är en fjärilsart som beskrevs av Forbes 1934. Tripseuxoa carneata ingår i släktet Tripseuxoa och familjen nattflyn. Inga underarter finns listade i Catalogue of Life.